# امامزاده قاسم (بروجرد)
بقعه امامزاده قاسم بروجرد آرامگاه سید قاسم موسوی از سادات بزرگ بروجرد و نیز امامزاده حسن بن اسحاق طوسی و محمد بن احمد واقع در جنوب شرقی شهر بروجرد و در محله‌ای به نام چال سیه واقع شده‌است.
مقبره امامزاده قاسم بروجرد مربوط به دوران سلجوقیان است که از سال ۴۸۵ تا ۶۱۷ خورشیدی به امامزاده حسن بن اسحاق طوسی و از سال ۶۱۷ تا ۱۱۵۰ به امامزاده حسن بن اسحاق طوسی و محمد بن احمد شهره داشت و از این تاریخ تاکنون بواسطهٔ دفن سید قاسم بروجردی که از سادات بزرگ بروجرد بود و پیکر بی جانش را در خارج از حرم حسن بن اسحاق طوسی و محمد بن احمد قسمت بالای سر به خاک سپردند، گور او مورد توجه و زیارت مردم گرفت و به امامزاده قاسم معروف گردید و آن دو پیکر تحت الشعاع سید قاسم بروجردی قرار گرفتند. همچنین قابل ذکر است که حسن بن اسحاق طوسی و محمد بن احمد زاهری هیچگونه نسبتی با یکدیگر نداشته و در تاریخ‌های گوناگونی فوت شده‌اند. این اشتباه از قرن هفتم نیز رایج شد که هر شخصیتی که مورد احترام واقع می‌شد به گونه‌ای به امامان ربط داده شود.

## معماری
این امامزاده تا کنون به صورت تک‌نگاری مورد بررسی قرار نگرفته، ولی در سال‌های اخیر محققانی چون «حسین فرین» ‏، «مولانا بروجردی» و «حمید ایزدپناه» فقط به این بنا و موقعیت آن اشاره کرده‌اند.
بنای امامزاده قاسم بروجرد دارای گنبد و پوش است و بدنه بنا از دو قسمت بدنه قدیمی و الحاقی جدید تشکیل شده‌است.
بنای قدیمی از دو قسمت اتاق ورودی و اتاق مقبره تشکیل شده و قسمت الحاقی نیز از یک اتاق تشکیل شده که قسمت غربی اتاق را احاطه کرده و در وسط اتاق مقبره قبری وجود دارد که با ضریح پوشیده شده‌است.

## افراد مدفون
- سید محمدشفیع جاپلقی محدث و فقیه قرن سیزدهم و شاگرد ملااحمد نراقی